# マリン・ファルケンマーク
マリン・ファルケンマーク（Malin Fredrika Sofia Sundberg-Falkenmark、1925年11月21日 - 2023年12月3日）は、スウェーデンの著名な水文学者、教授、著作家である。持続可能な水資源管理に関する長年の研究で知られ、特に水不足や水欠乏を評価する「ファルケンマーク指標」や、グリーンウォーターとブルーウォーターの概念を提唱したことで国際的に評価されている。彼女の研究は、自然科学と社会科学を統合し、人間と生態系のニーズを満たす水資源管理の新たな枠組みを提供した。また、ストックホルム国際水問題研究所（SIWI）の科学プログラム委員会の議長として、世界水週間（World Water Week）の設立に貢献した。

## 生涯と経歴

### 幼少期と教育
1925年11月21日、ストックホルムに生まれる。父は法学者のハルヴァル・スンドベリ（Halvar Sundberg）であった。幼少期から語学に優れ、数学、物理学、化学にも強い関心を示した。ウプサラ大学で数学、物理学、化学を学び、1951年に修士号（Fil. Mag.、スウェーデンの修士号に相当）を取得。1964年には、スウェーデン初の水文学におけるFil. Lic.（当時の博士号に相当）をウプサラ大学で取得し、「氷床の支持力（Bearing capacity of an ice sheet）」をテーマに研究を行った。1975年にはリンシェーピング大学から名誉博士号を授与された。

### 初期のキャリア
1951年、スウェーデン王立工科大学で会計アシスタントとして働き始め、1954年にスウェーデン気象・水文研究所（SMHI）に入所し、水文学者としてのキャリアをスタートさせた。水力発電開発による湖や川の環境影響を観測し、氷の研究や水力発電所の効率性分析に従事。その後、王立工科大学で水理学、ウプサラ大学で水文学を学び、専門性を深めた。
1965年から1995年までスウェーデン自然科学研究評議会で働き、ユネスコの国際水文学10年計画/プログラムのスウェーデン国内委員会の事務局長、後に議長を務めた。

### 国際的な活動
1970年代から80年代にかけて、国際的な水資源管理の活動に積極的に参加。1977年の国際連合水会議（マル・デル・プラタ）で総報告者を務め、1988年から1992年までは世界銀行のコンサルタントとして水不足問題に取り組んだ。また、国連ミレニアムプロジェクトの環境持続可能性タスクフォースやグローバル・ウォーター・パートナーシップの技術諮問委員会、世界淡水総合評価の科学顧問など、数多くの国際的な役職を歴任した。
1976年から1979年にかけて、リンシェーピング大学の水環境学部の設立と発展を主導。1991年の正式な退職後、ストックホルム大学のシステム生態学部に所属し、2007年にはストックホルム・レジリエンスセンターの上級研究員となった。また、ストックホルム国際水問題研究所（SIWI）のシニア科学アドバイザーとして長年活動した。
1991年から2003年までSIWIの科学プログラム委員会の議長を務め、ストックホルム水シンポジウム（現在の世界水週間）の設立を主導。このイベントは、世界の水問題に関する主要な国際会議として成長した。

### 晩年と逝去
2018年、ブループラネット賞を受賞し、同年、スウェーデン王立科学アカデミーから名誉メダルを授与された。2023年12月3日、98歳で逝去した。

## 主な業績

### ファルケンマーク指標
1989年に発表した論文で、ファルケンマークは地域ごとの水ストレスを評価する指標を導入した。この「ファルケンマーク指標」は、1人当たり年間の再生可能な淡水量に基づき、以下の基準で水不足の程度を分類する：
- 1,700 m³以下：水ストレス
- 1,000 m³以下：水不足
- 500 m³以下：絶対的水不足

この指標は、現在も世界の水資源の利用可能性を評価する主要なツールとして広く使用されている。

### グリーンウォーターとブルーウォーター
1995年、ファルケンマークは水資源を「グリーンウォーター」と「ブルーウォーター」に分類する概念を初めて提唱した。グリーンウォーターは、降水により不飽和帯に保持され、植物が利用可能な土壌水を指し、ブルーウォーターは河川、湖、湿地、帯水層に存在し、灌漑などに利用可能な液体水を指す。
グリーンウォーターは、雨水農業において唯一の水資源であり、ブルーウォーターは灌漑農業で補完的に使用される。ファルケンマークは、グリーンウォーターが世界のバイオマス生産や食糧供給において重要であり、持続可能な開発と貧困削減のための統合的な水管理の必要性を強調した。

## 受賞歴と評価
ファルケンマークは、水資源管理と持続可能性に関する革新的な貢献により、数多くの国際的な賞を受賞した：
- IWRA Ven Te Chow Memorial Award（1991年）[15]
- KTH大賞（1995年）
- ボルボ環境賞（1998年）[16]
- 国際水文学賞（1998年）[17]
- レイチェル・カーソン賞（2005年）[4]
- クリスタル・ドロップ賞（2005年）[18]
- モナコ公アルベール2世水と砂漠化賞（2010年）[19]
- ブループラネット賞（2018年、エコロジストのブライアン・ウォーカーと共同受賞）[20]
- スウェーデン王立科学アカデミー名誉メダル（2018年）[21]

## 著作
- Falkenmark, M. (1989). The massive water scarcity now threatening Africa: why isn't it being addressed? Ambio, 18(2), 112-118.
- Falkenmark, M., & Widstrand, C. (1992). Population and water resources: a delicate balance. Population bulletin, 47(3), 1-36.
- Falkenmark, M., & Rockström, J. (2004). Balancing water for humans and nature: the new approach in ecohydrology. Earthscan.
- Falkenmark, M., & Lannerstad, M. (2005). Consumptive water use to feed humanity—curing a blind spot. Hydrology and Earth System Sciences Discussions, 9(4), 15-28.
- Falkenmark, M., & Rockström, J. (2006). The new blue and green water paradigm: breaking new ground for water resources planning and management. Journal of water resources planning and management, 132(3), 129-132.